# آمفی‌تئاتر تاراگونا
آمفی‌تئاتر رومی تاراکو ( به انگلیسی: Roman Amphitheatre of Tarraco) یک آمفی تئاتر رومی در کُلونیا رومی تاراکو (تاراگونای کنونی) در اسپانیا بود که آن زمان مرکز استان رومی هیسپانیا تاراکونسیس بود. این بنا در قرن دوم پس از میلاد در نزدیکی فُروم محلی ساخته شد. اندازه آن ۱۳۰ در ۱۰۲ متر (۴۲۷ در ۳۳۵ فوت) بود و می‌توانست تا ۱۵۰۰۰ تماشاگر را در خود جای دهد. برای نبردهای گلادیاتوری و نبرد بین جانوران یا مردان و جانوران استفاده می‌شد.
در حال حاضر ویرانه آن، بخشی از گروه باستان‌شناسی تاراکو است که در سال ۲۰۰۰ توسط یونسکو به عنوان میراث جهانی اعلام شد